# Lee Young-ae
Pour les articles homonymes, voir Lee Young-ae (homonymie).
Dans ce nom coréen, le nom de famille, Lee, précède le nom personnel.
Lee Young-ae (née le 31 janvier 1971 à Séoul) est une actrice sud-coréenne.

## Biographie
Elle fut découverte à la télévision dans des séries familiales à succès au milieu des années 1990. Elle tourne son premier long métrage Inch’Allah en 1997, mais c’est Park Chan-wook qui lui offre sa chance dans Joint Security Area en 2000 et Lady Vengeance en 2005.
Elle mariée depuis 2009 à Jeong Ho-young, un homme d'affaires coréo-américain, né en 1951, et a donné naissance à des jumeaux (une fille et un garçon), Jeong Seung-bin et Jeong Seung-kwon, nés en 2011.

## Filmographie
- 1995 : Men on Asphalt TV Series
- 1996 : Papa TV Series
- 1997 : Inch'Alla
- 1998 : First Kiss
- 1999 : Invitation TV Series
- 2000 : Firework TV Series
- 2000 : Joint Security Area
- 2001 : Last Present
- 2001 : One Fine Spring Day
- 2003 : Dae Jang Geum
- 2005 : Lady Vengeance
- 2019 : Bring Me Home

## Télévision
- 2003 : Dae Jang Geum (série télévisée) : Seo Jang-geum
- 2017 : Saimdang: Light's Diary : Shin Saimdang / Seo Ji-yoon
- 2021 : Inspector Koo (série télévisée) : Koo Kyung-yi